# Lutsk
Lutsk (ukrainska: Луцьк lyssna (fil), ryska: Луцк, litauiska: Luckas, polska: Łuck) är en stad i nordvästra Ukraina. Staden ligger vid floden Styr och är administrativ huvudort för Volyn oblast. Lutsk beräknades ha 215 986 invånare i januari 2022.

## Historia
Lutsk har varit biskopssäte, och känt för sin textil-, läder och livsmedelsindustri. Staden hamnade under polskt styre på 1400-talet. 
Under Karl XII:s polska fälttåg 1702-1706 slog den svenska huvudarmén på våren 1706 läger i trakten av den då polska staden Lutsk, där det fanns goda möjligheter att skaffa livsmedel och foder. Vilan avbröts i början av juli 1706 för en marsch västerut mot Sachsen.
Efter Polens delningar i slutet av 1700-talet hörde den till Ryssland fram till första världskriget.
Staden var under första världskriget befäst och stödjepunkt för ryska 3:e arméns uppmarsch 1914. Den 31 augusti 1915 föll den utan större motstånd i centralmakternas händer, återtogs under Brusilovoffensiven 6 juni 1916 och föll åter i tyskarnas händer 18 februari 1918.

## Sport
- FK Volyn Lutsk